# 東町 (桐生市)
東町（あずまちょう）は、群馬県桐生市の町名である。郵便番号は376-0032。

## 地理
桐生市の中部に位置する。仲町・川岸町・泉町・高砂町・旭町とともに桐生市第六区に属する。
北部から東部にかけて仲町に、南部は泉町に、西部は本町にそれぞれ接する。

## 歴史
かつての今泉村の一部にあたる。1873年（明治6年）に、今泉村、堤村、本宿村、村松村が合併して安楽土村となる。
1889年（明治22年）の町村制施行により、桐生新町、新宿村、安楽土村、下久方村、上久方村平井が合併して桐生町が発足、安楽土村は桐生町の大字の一つとなる。1921年（大正10年）の市制施行を経て、1929年（昭和4年）に大字が廃止され現在の町名である「東町」となった。
1966年（昭和41年）実施の住居表示に伴う町名変更によって、町域のほとんどが仲町となった。
現在の町域は住居表示が実施されずに東町として残った地域であり、住居表示の実施により町名が変更された旧東町域は、現在の仲町一丁目の北部にあたる。仲町一丁目の東町集会所やあずま会館など、付近の施設にその名残りが見られる。

## 世帯数と人口
2022年（令和4年）1月31日現在の世帯数と人口は以下の通りである。
| 町丁 | 世帯数 | 人口 |
| ---- | ------ | ---- |
| 東町 | 3世帯  | 3人  |

## 小・中学校の学区
市立小・中学校に通う場合、学区は以下の通りとなる。
| 番地 | 小学校           | 中学校             |
| ---- | ---------------- | ------------------ |
| 全域 | 桐生市立東小学校 | 桐生市立清流中学校 |

## 交通

### 鉄道
町内に鉄道駅はない。

### 道路
町内に国道、県道は通っていない。

## 施設
- 福田時計店

## 避難所
町内に桐生市から指定された指定緊急避難場所、指定避難所はない。